# Wacław Czyżewski (polityk)
Wacław Czyżewski (ur. 10 września 1931 w Karolówce na Ukrainie, zm. 21 sierpnia 2006) – polski leśnik i polityk, poseł na Sejm PRL VII i VIII kadencji.

## Życiorys
Absolwent Wydziału Leśnego Wyższej Szkoły Rolniczej w Poznaniu (1956), uzyskał tytuł zawodowy inżyniera leśnika. Od 1948 należał do Związku Młodzieży Polskiej, a od 1962 do Zjednoczonego Stronnictwa Ludowego. Członek Wojewódzkiego Komitetu ZSL w Szczecinie. W 1962 został przewodniczącym Gminnego Komitetu Frontu Jedności Narodu w Trzebieży. W latach 1964–1975 był radnym Powiatowej Rady Narodowej w Szczecinie, a od 1965 do 1975 prezesem LZS Łucznik. W 1976 uzyskał mandat posła na Sejm PRL VII kadencji w okręgu Szczecin. Zasiadał w Komisji Leśnictwa i Przemysłu Drzewnego oraz w Komisji Nauki i Postępu Technicznego. W 1980 uzyskał reelekcję w tym samym okręgu. zasiadał w Komisji Leśnictwa i Przemysłu Drzewnego, Komisji Nauki i Postępu Technicznego oraz w Komisji Rolnictwa, Gospodarki Żywnościowej i Leśnictwa.
Pochowany w Trzebieży. Jego imieniem oraz żony Stanisławy nazwano Transgraniczny Ośrodek Edukacji Ekologicznej w Zalesiu.

## Odznaczenia
- Złoty Krzyż Zasługi (1976)
- Srebrny Krzyż Zasługi (1970)
- Medal Komisji Edukacji Narodowej (1980)
- Medal 30-lecia Polski Ludowej (1974)
- Odznaka 1000-lecia Państwa Polskiego (1966)
- Odznaka Honorowa Gryfa Pomorskiego